# Claude François Jouffroy d’Abbans
Claude-François-Gabriel-Dorothée Jouffroy d’Abbans (* 30. September 1751 in Roches-sur-Rognon, Département Haute-Marne, Frankreich; † 18. Juli 1832 in Paris) war ein Ingenieur, Erfinder und Infanterieoffizier und wird in Frankreich als erster Erfinder des Dampfschiffs angesehen.

## Familie
Claude François Jouffroy d’Abbans war der Sohn des Marquis Claude Jean Eugène Jouffroy d’Abbans (1715–1796) und Jeanne Henriette Pons de Rennepont (1717–1793). Er hatte einen jüngeren Bruder Claude Balthazar Jouffroy d’Abbans (1757–1792) und eine Schwester Marie Elisabeth Jouffroy d’Abbans. Claude François Jouffroy d’Abbans heiratete am 10. Mai 1783 Marie Magdeleine Pingon du Valier († 30. August 1829) und hatte mit ihr vier Söhne:
- Achille François Dorothée Jouffroy d’Abbans (1785–1859)
- Ferdinand Jouffroy d’Abbans
- Charles Jouffroy d’Abbans
- Hippolyte Jouffroy d’Abbans

## Jugend
Schon in jungen Jahren war Claude Jouffroy d’Abbans an Naturwissenschaften, Technik und Mechanik interessiert und besuchte die Mühlen und Werkstätten in der Umgebung. Er wurde im Dominikanerkloster in Quingey unterrichtet und zeigte besondere Leistungen in Mathematik und experimentellen Wissenschaften. Trotz alledem kam für seine Eltern für ihn nur eine militärische Laufbahn in Frage. So versah er zunächst Dienst an der Seite von Maria Josepha von Sachsen, um sich auf das Militär vorzubereiten. Mit 13 Jahren lernte er am Hof in Versailles die Grundlagen für die militärische Ausbildung, seine Leidenschaft war aber weiterhin die Mathematik.
Als er 1767 ins Schloss Abbans-Dessus zurückkehrte, richtete er sich dort eine Werkstatt und eine Schmiede ein. 1768 trat er auf Drängen seines Vaters der Infanterie bei und versah als Sous-Lieutenant Dienst unter Colonel Karl Bourbon, dem späteren französischen König. Es kam jedoch zu Streitigkeiten zwischen den Offizieren und Claude Jouffroy d’Abbans wurde auf die Îles de Lérins verbannt und inhaftiert. Von seiner Zelle konnte er den Marinestützpunkt sehen und zu dieser Zeit entwickelte er die Idee, Schiffe mittels Dampfmaschinen anzutreiben. Kurze Zeit später setzte der Gouverneur von Sainte-Marguerite ihn auf freien Fuß, und er verbrachte noch 2 Jahre auf der Insel.

## Erstes Dampfschiff
Im Jahr 1773 besuchte Jouffroy d’Abbans das Atelier der Gebrüder Périer in Paris und lernte bei ihnen die Dampfmaschine (Pompe à feu) kennen, die als Antriebskraft für die hydraulische Maschine von Chaillot benutzt wurde. In seiner Heimat lernte er Charles François Monnin de Follenay und Claude François Joseph d’Auxiron, die auch von einem Dampfantrieb von Schiffen träumten, kennen. Sie stellten gemeinsam ihre Idee den Gebrüdern Périer und dem Marquis de Crest vor, es kam jedoch zu Meinungsverschiedenheiten, deshalb gründete Claude Jouffroy d’Abbans eine eigene Firma. 1775 machte er auf dem Bassin de Gondé bei Baume-les-Dames erste Versuche. Da sein Vater für die Forschungen seines Sohnes kein Verständnis hatte, überzeugte Jouffroy d’Abbans' Schwester Marie Elisabeth die Äbtissin ihres Klosters, ihn zu unterstützen. Ein Kupferschmied fertigte eine Dampfmaschine und im Jahre 1776 wurde die Palmipède, ein 13 Meter langes Dampfschiff, bei dem die Maschine Klappen im Wasser bewegte, ähnlich dem Schlagen der Enten mit den Füßen, um sich im Wasser fortzubewegen. Das Schiff fuhr im Juni und Juli 1776 auf dem Fluss Doubs. Jouffroy d’Abbans' Vater fürchtete, Claude François würde das ganze Familienvermögen für seine Forschungen ausgeben, und setzte deshalb den zweitjüngsten Bruder Claude Balthazar als Erben ein. Claude François Jouffroy d’Abbans zog in eine Mühle ein und setzte dort seine Forschungen fort.

## Erster Raddampfer

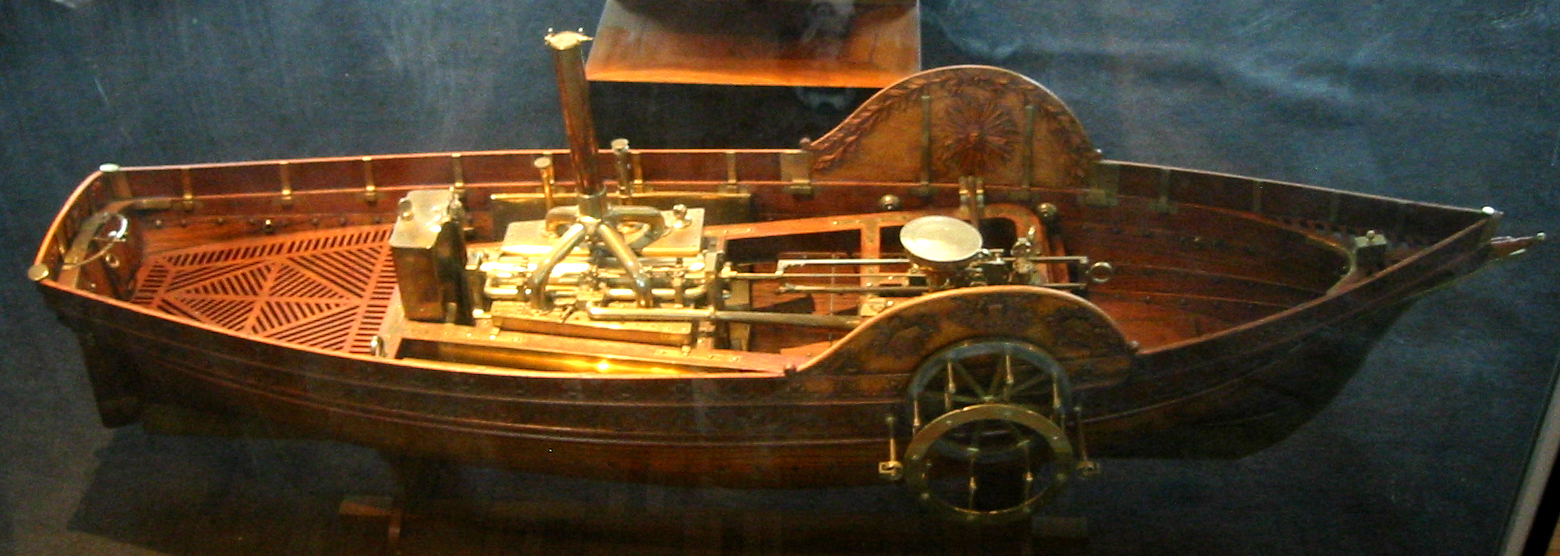
Modell eines 1784 von Jouffroy d’Abbans erbauten Dampfschiffs

Jouffroy d’Abbans begab sich schließlich nach Lyon und begann dort 1782 mit dem Bau eines 42 m langen Raddampfers Pyroscaphe. Hier lernte er auch Marie Magdeleine Pingon du Valier, seine zukünftige Frau kennen. Am 15. Juli 1783 absolvierte er eine erste Fahrt auf der Saône. Einen Monat später am 19. August beförderte er Passagiere mit der Pyroscaphe, die ihm ein Zeugenprotokoll für die erfolgreiche Fahrt unterzeichneten. Das Dampfschiff erreichte eine Geschwindigkeit von sechs Meilen pro Stunde gegen die Strömung und verkehrte 16 Monate lang auf der Saône. 1784 entwarf er einen weiteren Raddampfer mit verbesserter Dampfmaschine, der jedoch nur als Modell gebaut wurde.
Die Akademie der Wissenschaften (Académie des sciences) verbot ihm, seine Erfindung in Paris zu benutzen, und beauftragte stattdessen Claude Périer, einen von d’Abbans’ Widersachern, dessen frühere Versuche fehlgeschlagen waren, die Konstruktion zu begutachten. Jouffroy d’Abbans kehrte in die Heimat zurück; da bei seinem Bruder kein Platz für ihn war, baute er ein Blockhaus neben die Mühle, das jedoch nach 3 Monaten abbrannte.

## Spätere Jahre
1793, während der Französischen Revolution floh Claude François Jouffroy d’Abbans auf die östliche Seite des Rheins und schloss sich Louis V. Joseph de Bourbon an. Später folgte ihm sein ältester Sohn nach Ettenheim. 1801, nach dem Friede von Lunéville kehrte er wieder nach Frankreich zurück. Sein Vater und sein Bruder waren inzwischen gestorben und er war nun der neue Marquis und Alleinerbe und richtete im Schloss eine Schmiede ein.
1803, mehr als 20 Jahre nach Jouffroy d’Abbans erster Fahrt, gelang Robert Fulton die erste Fahrt mit seinem Dampfschiff auf der Seine und er bezeichnete sich selbst als Erfinder des Dampfschiffs. Joseph-Philibert Desblanc aus Trévoux, ein Uhrmacher und Erfinder, stellte jedoch klar, dass er bereits ein Patent auf ein Dampfschiff angemeldet habe. Claude François Jouffroy d’Abbans stellte dieses Patent wegen seiner früheren Errungenschaften in Frage, wurde jedoch von den Behörden nicht gehört.
Erst am 23. April 1816 bekam er endlich ein Patent. Sein Anspruch wurde von François Arago bestätigt und 1840 auch von der französischen Akademie. Jouffroy d’Abbans ließ in einer Werft in Petit Bercy den Raddampfer Charles Philip, den er nach dem späteren König Karl X. benannte, bauen. Am 20. August 1816 war die Jungfernfahrt auf der Seine. Der angeheuerte Kapitän war von der Konkurrenz bestochen worden und sollte das Schiff gegen einen Bogen der Brücke Pont Neuf steuern, Ferdinand Jouffroy d’Abbans konnte dies jedoch vereiteln. Claude François Jouffroy d’Abbans plante ein weiteres Dampfschiff, die Persévérant, zu bauen. Dieses sollte zwischen Lyon und Chalon-sur-Saône verkehren und sogar über eine Bordküche für die Fahrgäste verfügen, aber die Kosten waren zu hoch.
In der amerikanischen New International Encyclopedia veröffentlichte Jouffroy Les bateaux à vapeur („Die Dampfschiffe“) und schrieb für die Akademie Mémoires sur les pompes à feu („Erinnerungen über die Feuerpumpe“). Der Transport mittels Dampfschiffe war für Jouffroy d’Abbans nicht wirtschaftlich und so ging seine letzte Firma im Juli 1819 schließlich bankrott und er bekam keine weitere finanzielle Unterstützung. Verarmt zog er sich 1831 in das Hôtel des Invalides zurück und starb dort an Cholera.
1884 wurde ein Denkmal für Jouffroy d’Abbans in Besançon aufgestellt.